# 刘奇凡
刘奇凡（1967年4月—），男，汉族。贵州水城人。身高167cm.中华人民共和国政治人物。1988年8月参加工作，1994年9月加入中国共产党。厦门大学经济系政治经济学专业本科毕业，研究生学历，管理学硕士。现任中共青海省委副书记。

## 生平

### 贵州
刘奇凡早年在厦门大学经济系政治经济学专业学习，1988年毕业后回到贵州省，在省体改委见习，1989年，他成为贵州省体改委的一名公务员，历任宏调处科员、副主任科员，在此期间，刘氏曾在贵州省织金县天宫冶炼厂和贵州省务川县水泥厂短期挂职。
1995年，任贵州省人民政府办公厅常务办、省长办公室副主任科员。1997年，任贵州省政府办公厅省长办公室、综合处主任科员。1999年，任贵州省政府办公厅综合处副处长。2001年，任中共贵州省委办公厅秘书一处副处长。2002年，任中共贵州省委办公厅秘书一处处长。2005年，任中共贵州省委政策研究室副主任。2006年12月，任中共贵州省委副秘书长（其间：2009年5月至2010年1月借调到中央政策研究室党建研究局工作；2010年3月至2011年2月参加省直赴三都县党建扶贫工作队任队长，挂职任中共三都县委副书记、交梨乡党委副书记）。2012年7月，任中共铜仁市委书记。2015年5月，任中共贵州省委秘书长。2016年1月，任中共贵州省委常委、秘书长。

### 内蒙古
2016年10月，任中共内蒙古自治区党委常委、纪委书记，任內主導内蒙古涉煤腐败领域倒查二十年而聲名大噪。2018年2月24日，当选为第十三届全国人大代表。

### 辽宁
2021年11月，任中共辽宁省委常委、省纪委书记，省监委代主任。
2023年1月16日，辽宁省第十四届人民代表大会第一次会议选举刘奇凡为省监察委员会主任。

### 青海
2023年12月，出任中共青海省委副书记。